# Gisborne-Erdbeben von 2007
Das Gisborne-Erdbeben von 2007 ereignete sich am 20. Dezember 2007 50 km südöstlich von Gisborne im Hikurangi Trough des Pazifischen Ozeans vor der Ostküste der Nordinsel Neuseelands. Das Beben hatte eine Stärke von 6,7 ML.

## Tektonischer Hintergrund
Das Erdbeben ereignete sich auf der Linie des sogenannten Hikurangi Trough, einer Mulde, die die Subduktions-Schnittstelle darstellt, in der sich die Pazifische Platte unter die Australische Platte schiebt. Auf dieser Linie befinden sich auch zwei Zonen, in denen sogenannte Slow Slip Events auftreten, tektonische Bewegungen, die wegen ihrer Langsamkeit keine spürbaren Erdbeben erzeugen. Von der Tolaga Bay seewärts bis hinunter zur Māhia Peninsula liegt eines davon. Bewegungen hier lassen sich in der Regel nur mit GPS-Messungen nachweisen. Trotz der Besonderheit dieser Zonen treten zusätzlich auch zerstörerische Erdbeben auf, wie hier 2007 geschehen.

## Das Beben
Das Hauptbeben wurde von Auckland über gut 1.000 km bis hinunter nach Dunedin gespürt. In Gisborne und Napier fiel teilweise der Strom aus, dazu kamen Probleme in der Infrastruktur der Internet- und Telefonverbindungen. Die Wasser- und Abwasserleitungen sowie Gasanschlüsse wurden teilweise beschädigt. Zahlreiche Gebäude wurden strukturell beschädigt, wovon drei in der City dem Beben nicht standhielten und zusammenbrachen. Aus Wairoa wurden geringere Schäden gemeldet. Dem Beben folgte kein Tsunami. Bei einem Beben dieser Größenordnung und dieser Tiefe wäre ein Tsunami laut GeoNet auch unwahrscheinlich gewesen.